# Sprints
Sprints — ірландський панк гурт, створений у Дубліні в 2019 році. 
Музика гурту була класифікована як постпанк, гаражний панк.
З 2019 по 2022 рік вони записали серію синглів і міні-альбомів на лейблі Nice Swan.
Згодом гурт Sprints підписав контракт з лейблом City Slang. 
Їхній дебютний альбом, Letter to Self, був випущений у січні 2024 року і отримав схвальні відгуки критиків.

## Історія
Співачка, гітаристка та автор пісень Карла Чабб народилася в Дубліні, Ірландія. Раннє дитинство провела в Дюссельдорфі, Німеччина. Згодом повернулася до Ірландії.
Карла Чабб, гітарист Колм О’Райлі та барабанщик Джек Каллан — друзі дитинства. Вони разом займаються музикою з 10 років.
Згодом вони залучили басиста і вокаліста Сема МакКенна.
Карла Чабб надихалася енергією панк-року. Вона згадала виконавців, які вплинули на її творчість: Патті Сміт, Siouxsie and the Banshees, PJ Harvey.
Гурт Sprints почав займатися професійною діяльністю у 2019 році, їхній перший сингл «Pathetic» мав бути «відвертою піснею». Вони хотіли писати пісні, які були б «відносно [...] чесними та необробленими та ніби як би нашим поглядом на життя».
Їхній другий сингл «The Cheek» вийшов у вересні 2019 року: він був оцінений як «захоплюючий з маніакальним лютим приспівом».
Ще один сингл «Kissing Practice» був випущений у лютому 2020 року.
Деніел Фокс із гурту Girl Band відіграв важливу роль як продюсер у «формуванні певних текстур і шарів».
Карла Чабб описала музику гурту Sprints, як «злиття жанрів, від гранжу до панку та гаражного панку. Все що ми пишемо, засновано на реальних історіях.»
У 2021 році гурт Sprints випустив міні-альбом Manifesto. Альбом був натхненний прийняттям 36-ї поправка до Конституції Ірландії (раніше — законопроект № 29 від 2018 року), яка дозволяє двопалатному парламенту приймати закони про аборти. Раніше конституція Ірландії забороняла аборти, якщо не було серйозної загрози для життя матері. Це також часто описують як скасування 8-ї поправки, посилаючись на поправку до конституції 1983 року, яка гарантувала право плоду на життя, роблячи аборти незаконними, якщо вагітність не загрожує життю матері.
У 2023 році гурт Sprints багато гастролював: журнал Clash високо оцінив їхні «захоплюючі виступи наживо».
Дебютний альбом гурту, Letter to Self, був випущений 5 січня 2024 року і отримав схвальні відгуки критиків.
У 2024 році гурт Sprints буде гастролювати по Європі, США та Великій Британії з лютого по травень.
Після того, як гурт розпродав свій британський тур за 5 місяців наперед, було анонсовано три дати концертів у Великій Британії на листопад:
12 листопада — Бристоль, Marble Factory,
13 листопада — Лондон, Kentish Town Forum,
29 листопада — Манчестер, New Century Hall.
4 травня, на заключному концерті туру на підтримку альбому «Letter to Self», в музичному закладі Button Factory, в Дубліні, гурт Sprints оголосив про відхід гітариста Колма О'Рейлі. 
Офіційна заява була опублікована на сторінці гурту в соціальних мережах 20 травня.

## Стиль
Музика гурту Sprints була описана як «необроблена» та «брутальна». Вони є гітарним гуртом.
NME написали, що гурт поєднав «складний альтернативний рок із шаленими сплесками нойз-панку та гранжу».
Журналіст Ед Пауер писав, що слухаючи їхню музику, «відчуваєшся, як зайти навшпиньки в кімнату незнайомої людини й читати їхні інтимні щоденникові записи».

## Склад гурту
- Карла Чабб (Karla Chubb) — вокал, гітара,
- Сем МакКенн (Sam McCann) — бас, вокал,
- Колм О’Райлі (Colm O’Reilly) — гітара,
- Джек Каллан (Jack Callan) — барабани[4]

## Дискографія

### Студійні альбоми
- Letter to Self (2024)

### Мініальбоми
- Manifesto (2021)
- A Modern Job (2022)